# العلاقات الصينية الماليزية
العلاقات الصينية الماليزية هي العلاقات الثنائية التي تجمع بين الصين وماليزيا.

## مقارنة بين البلدين
هذه مقارنة عامة ومرجعية للدولتين:
| وجه المقارنة                                              | الصين                    | ماليزيا       |
| --------------------------------------------------------- | ------------------------ | ------------- |
| المساحة (كم2)                                             | 9.60 مليون               | 330.29 ألف    |
| عدد السكان (نسمة)                                         | 1.33 مليار               | 31.62 مليون   |
| الكثافة السكانية (ن./كم²)                                 | 138.54                   | 95.73         |
| العاصمة                                                   | بكين                     | كوالالمبور    |
| اللغة الرسمية                                             | اللغة الصينية القياسية   | لغة ماليزية   |
| العملة                                                    | رنمينبي                  | رينغيت ماليزي |
| الناتج المحلي الإجمالي (بليون دولار)                      | 12.24 تريليون            | 314.50 مليار  |
| الناتج المحلي الإجمالي (تعادل القوة الشرائية) بليون دولار | 19.82 تريليون            | 817.43 مليار  |
| الناتج المحلي الإجمالي الاسمي للفرد دولار أمريكي          | 8.03 ألف                 | 9.77 ألف      |
| الناتج المحلي الإجمالي للفرد دولار أمريكي                 | 13.21 ألف                | 25.64 ألف     |
| مؤشر التنمية البشرية                                      | 0.728                    | 0.779         |
| رمز المكالمات الدولي                                      | +86                      | +60           |
| رمز الإنترنت                                              | .cn، .中国 ‏، .中國 ‏      | .my           |
| المنطقة الزمنية                                           | توقيت الصين، ت ع م+08:00 | ت ع م+08:00   |

## مدن متوأمة
في ما يلي قائمة باتفاقيات التوأمة بين مدن صينية وماليزية:
- ترتبط كاشغر مع مدينة ملقا باتفاقية توأمة.
- ترتبط يانغتشو مع مدينة ملقا باتفاقية توأمة منذ 1997.
- ترتبط تشنجيانغ مع كوتشينغ باتفاقية توأمة منذ 2004.[14][14]
- ترتبط ونجو مع Ipoh City Council [الإنجليزية]‏ باتفاقية توأمة منذ 2011.[15][15][15][15]
- ترتبط نانجينغ مع مدينة ملقا باتفاقية توأمة منذ 21 ديسمبر 1978.[16][17][16][17]
- ترتبط جيانغمن مع كوتا كينابالو باتفاقية توأمة منذ 31 مايو 2012.
- ترتبط هيوان مع كوتا كينابالو باتفاقية توأمة.

## منظمات دولية مشتركة
يشترك البلدان في عضوية مجموعة من المنظمات الدولية، منها:
| علم المنظمة | اسم المنظمة                                      | تاريخ انضمام الصين | تاريخ انضمام ماليزيا |
| ----------- | ------------------------------------------------ | ------------------ | -------------------- |
|             | بنك التنمية الآسيوي                              | 1986               | 1966                 |
|             | وكالة ضمان الاستثمار متعدد الأطراف               | 30 أبريل 1988      | 6 ديسمبر 1991        |
|             | الأمم المتحدة                                    | 25 أكتوبر 1971     | 17 سبتمبر 1957       |
|             | الفريق المعني برصد الأرض                         | ?                  | ?                    |
|             | منظمة حظر الأسلحة الكيميائية                     | ?                  | ?                    |
|             | منظمة التجارة العالمية                           | 11 ديسمبر 2001     | ?                    |
|             | منظمة الشرطة الجنائية الدولية                    | ?                  | ?                    |
|             | مؤسسة التنمية الدولية                            | 24 سبتمبر 1960     | 24 سبتمبر 1960       |
|             | يونسكو                                           | 4 نوفمبر 1946      | 16 يونيو 1958        |
|             | الاتحاد البريدي العالمي                          | ?                  | ?                    |
|             | البنك الدولي للإنشاء والتعمير                    | 27 ديسمبر 1945     | 7 مارس 1958          |
|             | منتدى آسيان الإقليمي ‏                            | ?                  | ?                    |
|             | المنظمة الهيدروغرافية الدولية                    | ?                  | ?                    |
|             | الاتحاد الدولي للاتصالات                         | 1 سبتمبر 1920      | 3 فبراير 1958        |
|             | مؤسسة التمويل الدولية                            | 15 يناير 1969      | 20 مارس 1958         |
|             | المركز الدولي لتسوية المنازعات الاستشارية        | 6 فبراير 1993      | 14 أكتوبر 1966       |
|             | منتدى التعاون الاقتصادي لدول آسيا والمحيط الهادئ | 2 أكتوبر 1991      | 6 نوفمبر 1989        |

## أعلام
هذه قائمة لبعض الشخصيات التي تربطها علاقات بالبلدين:
- أنجليكا لي (23 يناير 1976[26][27] – )
- بيت تيو (مغني ماليزي، 26 ديسمبر 1972 – )
- تام شانغ تسونغ (لاعب كرة قدم ماليزي، 24 مايو 1995[28] – )
- تان كوك واي (سياسي ماليزي، 7 أكتوبر 1957 – )
- تشي نيللي (10 مارس 1983 – )
- جيمس وان (27 فبراير 1977 – )
- جيمي تشوو (1961[29] – )
- صينيو ماليزيا
- عبد الله أحمد بدوي (سياسي ماليزي، 26 نوفمبر 1939[30] – )
- غاري كاو (9 يوليو 1979 – )
- غريغوري جونغ (20 مايو 1925 – 28 يونيو 2008)
- فاليكسيا ييب (عارضة ماليزية، 3 يوليو 1976 – )
- فنسنت تان (رائد أعمال ماليزي، 3 مارس 1952 – )
- فيش ليونغ (مغنية ماليزية، 16 يونيو 1978[31] – )
- ليم كيت سيانغ (20 فبراير 1941 – )

## وصلات خارجية
- موقع وزارة الخارجية الصينية
- موقع وزارة الخارجية الماليزية